# 陈国鹰 (1963年)
陈国鹰（1963年2月—），福建惠安人，汉族，中国致公党党员丶福建國脈集團有限公司董事長。中华人民共和国政治人物、第十三届全国人民代表大会福建省代表。

## 生平
2018年，陈国鹰被选为福建省出席第十三届全国人民代表大会代表。